# Diná de Oliveira
Esmeraldina Sarmento da Rosa Borges de Oliveira, conhecida como Diná de Oliveira (Recife, 2 de março de 1907 — 8 de outubro de 1998), foi uma atriz, pianista e compositora brasileira. Fundadora do Teatro de Amadores de Pernambuco.

## Biografia
Esmeraldina Sarmento da Rosa Borges, ainda solteira, atuou na peça Guerra aos homens, de Afrânio Peixoto. Desagradou o pai, que a proibiu de atuar.
Exímia pianista, participava de concertos.
Casou-se com Valdemar de Oliveira, médico que seria o idealizador e fundador do Teatro de Amadores de Pernambuco, e voltou a participar de espetáculos de teatro com o marido, atuando em mais de 60 peças em sua carreira artística. Teve dois filhos: Fernando e Reinaldo.
Por profissão, foi jornalista e inspetora federal de Ensino.

## Atriz

### Cinema
Atuou no cinema no filme Terra sem Deus dirigida por José Carlos Burle.

### Teatro
Participou de 65 peças, entre as quais destacaram-se:
- Um sábado em 30 (ficou 30 anos em cartaz)
- Dr. Knock
- Primerose
- Uma mulher sem importância
- O leque de Lady Windermere
- A comédia do coração
- A dama da madrugada
- A casa de Bernarda Alba
- Arsênico e Alfazema
- Está lá fora um inspetor
- Uma morte sem importância
- Vestido de noiva
- Panorama visto da ponte
- O pagador de promessas
- Macbeth
- A Capital Federal
- Uma Pedra no sapato
- Odorico, o bem amado
- Ontem, hoje e amanhã
- Inês de Castro
- A incelença
- O milagre de Annie Sullivan

Sua última participação foi em O atelier de Madame Rabat, de Georges Feydeau.

## Compositora
Foi compositora consagrada, em vários estilos. Entre suas composições constam:
- Sala de visitas do nosso carnaval (segundo lugar no concurso de escolha do hino do Clube Internacional do Recife);[Nota 1]
- Dona Santa no Céu (primeiro lugar na categoria maracatu, no Festival de Músicas Carnavalescas da TV Jornal do Commercio;
- Onde andará Maria? (primeiro lugar no II Festival de Frevo na TV Rádio Clube de Pernambuco).